# Stazione di Vetralla
Stazione di Vetralla vasútállomás Olaszországban, Vetralla településen.

## Kapcsolódó állomások
A vasútállomáshoz az alábbi állomások vannak a legközelebb:
- Stazione di Capranica-Sutri (Stazione di Roma Tiburtina, FL3)
- Stazione di Tre Croci (Stazione di Viterbo Porta Fiorentina, FL3)
- Stazione di Vico Matrino
- Stazione di San Martino al Cimino